# Alfred Hardy
Alfred Louis Philippe Hardy (* 30. November 1811 in Paris; † 23. Januar 1893 ebenda) war ein französischer Hautarzt.

## Leben und Wirken
Alfred Hardy studierte Medizin in Paris und er erhielt dort 1836 seinen Doktortitel. 1839 arbeitete er unter Pierre Fouquier (1776–1850) im Pariser Hôpital de la Charité. 1847 erhielt er eine außerordentliche Professur (agrégation) der medizinischen Fakultät der Universität von Paris und 1851 folgte er Jean Guillaume Lugol als Chefarzt der Pariser Hautklinik Hôpital Saint-Louis. 1867 war er Nachfolger von Jules Béhier (1813–1876) als Leiter der Pathologie der Universität. 1876 erhielt er den Lehrstuhl für klinische Medizin im Hôpital Necker.
In ihrer Gemeinschaftsarbeit Clinique photographique de l’Hôpital Saint-Louis (1868) nutzten Alfred Hardy und A. de Montméja erstmals in Frankreich Photographien zur Darstellung von Haut- und Geschlechtskrankheiten. Montméja war Chef der Pariser Augenklinik und Leiter des Ateliers für die Photographie am Hôpital Saint-Louis. Hardy und Montméja orientierten sich an der Vorarbeit des englischen Chirurgen Alexander John Balmanno Squire (1836–1908). Fünfzig kolorierte Original-Photographien in der Größe 9 × 12 cm waren in das Buch eingeklebt. Sie waren signiert mit: De Montmeja ad naturam phot. et pinx.

## Werke

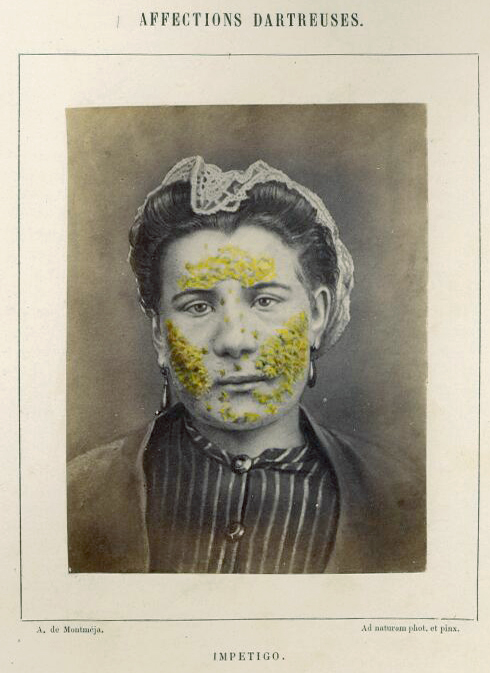
Impetigo. Kolorierte Fotografie. Aus Hardy und Montméja 1868

- Bains à l'hydrofère : expériences physiologiques et observations cliniques faites à l'Hôpital Saint-Louis. Lender, Paris 1860 (Digitalisat)
- Titres et travaux scientifiques présentés par le Dr Alfred Hardy à l'appui de sa candidature à une chaire de pathologie interne à la Faculté de médecine de Paris (1833-1867) Hennuyer et Fils, Paris. 1855 (Digitalisat). 1860 (Digitalisat). 1866 (Digitalisat). 1867 (Digitalisat)
- Leçons sur les affections cutanées dartreuses professées à l'hôpital Saint-Louis, pendant le trimestre d'été de 1861, par le Dr Hardy,... rédigées et publiées par le Dr Pihan-Dufeillay,... Coccoz, Paris 1862 (Digitalisat)
- Leçons sur les maladies de la peau, professées à l'hôpital Saint-Louis par le Dr Hardy,... rédigées et publiées par le Dr Léon Moysant,... [et par le Dr Almire Garnier], revues... par le professeur.... Dartres, scrofulides, syphilides. Delahaye, Paris
  - 1. Auflage, 1. Teil 1858 (Digitalisat). 2. Teil 1859 (Digitalisat)
  - 2. Auflage, 1. Teil 1860 (Digitalisat). 2. Teil 1863 (Digitalisat)
- Leçons sur la scrofule et les scrofulides et sur la syphilis et les syphilides : professées à l'hôpital Saint-Louis / par le Dr Hardy,... ; rédigées et publiées par le Dr Jules Lefeuvre ; revues par le professeur. A. Delahaye, Paris 1864 (Digitalisat)
- Leçons sur les maladies dartreuses professées à l'hôpital Saint-Louis par le Dr Hardy,... rédigées et publiées par le Dr Léon Moysant,... Delahaye, Paris. 3. Auflage 1868 (Digitalisat)
- Clinique photographique de l'hôpital Saint-Louis / par M. A. Hardy, ... et A. de Montméja,... Chamerot et Lauwereyns, Paris 1868 (Digitalisat) (Digitalisat)
- De quelques modifications à introduire dans l'enseignement médical officiel et particulièrement dans l'enseignement de la Faculté de médecine de Paris. J.-B. Baillière et fils, Paris 1875 (Digitalisat)